# Architeuthis physeteris
Architeuthis physeteris är en bläckfiskart som först beskrevs av Louis Joubin 1900.  Architeuthis physeteris ingår i släktet jättebläckfiskar, och familjen jättebläckfiskar. Inga underarter finns listade i Catalogue of Life.

## Bildgalleri

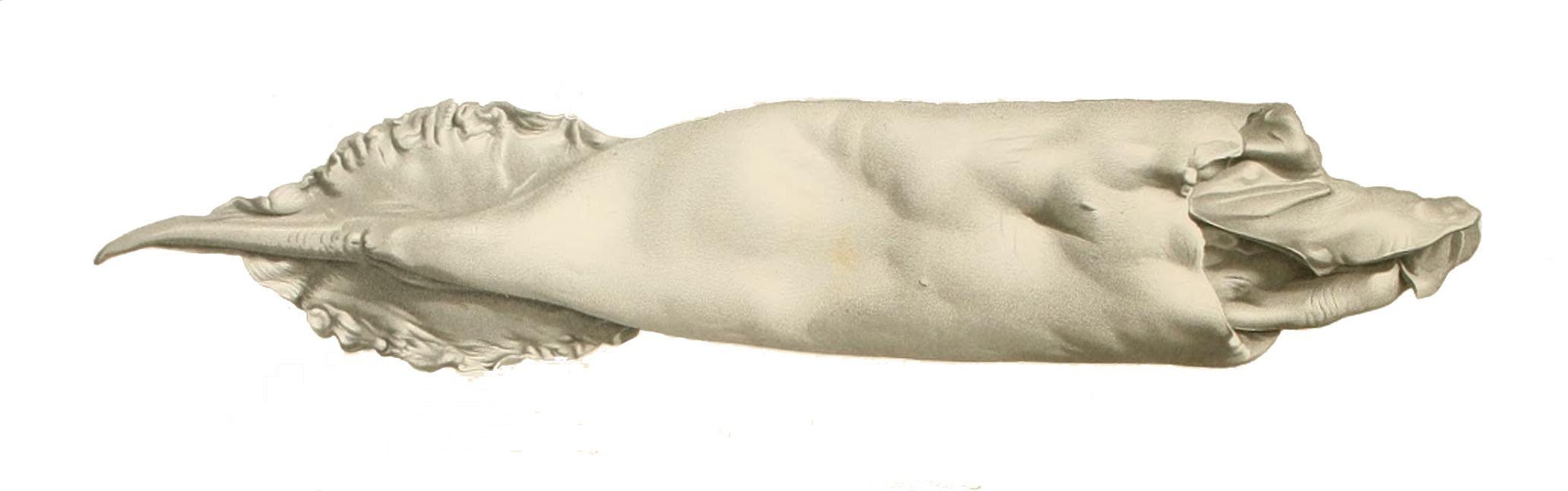
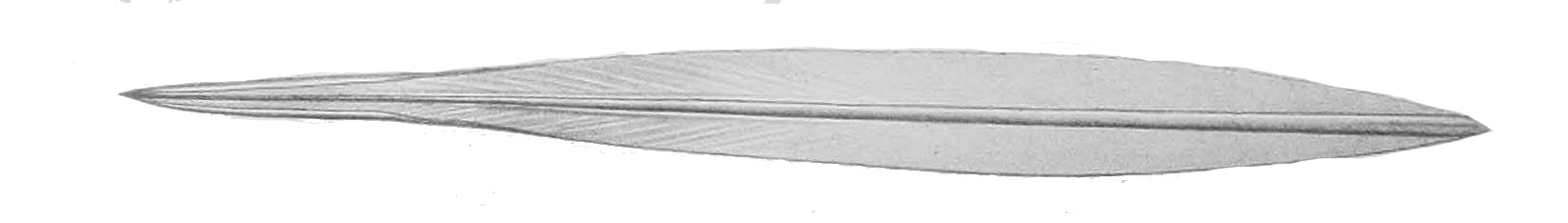